# 巴克斯縣
巴克斯縣（英語：Bucks County）是美国宾夕法尼亚州東南部的一個縣，東隔德拉瓦河與新泽西州相望，面積1,611平方公里。根據2020年美國人口普查，共有人口64萬6,538人。縣治多伊爾斯敦。本縣成立於1682年11月，是本州最早的三個縣之一（另外兩個為費城縣和切斯特縣）縣名來自英国的白金汉郡。
由于南部临近费城，该县属于费城都会区的一部分，其南部地区居民大多是费城市区上班的城市居民；北部则是农业区，主要向费城市区提供农产品。由于费城市区人口向郊区迁移（白人群飞和郊区化），加上外国和美国其他地区移民的迁入，该县人口持续增长，住宅区面积逐年扩大。